# گابریلا شلوسر
گابریلا شلوسر (هلندی: Gabriela Schloesser؛ زادهٔ ۱۸ فوریهٔ ۱۹۹۴) کماندار اهل هلند است.
وی در مسابقات کشوری و بین‌المللی در مجموع برندهٔ ۱ مدال طلا، ۲ مدال نقره، ۱ مدال برنز شده‌است.